# Olympische Sommerspiele 2004/Teilnehmer (Venezuela)
| Gelbes Symbol für Goldmedaillen mit stilisierten Olympischen Ringen | Graues Symbol für Silbermedaillen mit stilisierten Olympischen Ringen | Braundes Symbol für Bronzemedaillen mit stilisierten Olympischen Ringen |
| ------------------------------------------------------------------- | --------------------------------------------------------------------- | ----------------------------------------------------------------------- |
| —                                                                   | —                                                                     | 2                                                                       |

Venezuela nahm an den Olympischen Sommerspielen 2004 in Athen, Griechenland, mit einer Delegation von 43 Sportlern (32 Männer und elf Frauen) teil.

## Medaillengewinner
Mit zwei gewonnenen Bronzemedaillen belegte das Team Platz 68 im Medaillenspiegel.

### Bronze
| Name(n)           | Sportart     | Wettkampf                        |
| ----------------- | ------------ | -------------------------------- |
| Israel José Rubio | Gewichtheben | Federgewicht                     |
| Adriana Carmona   | Taekwondo    | Frauen, Klasse über 67 Kilogramm |

## Teilnehmer nach Sportarten

### Boxen
- Miguel Ángel Miranda
Halbfliegengewicht: 17. Platz
- Jonny Mendoza
Fliegengewicht: 9. Platz
- Alexander Espinoza
Bantamgewicht: 9. Platz
- Patriz López
Halbweltergewicht: 17. Platz
- Jean Carlos Prada
Weltergewicht: 17. Platz
- Edgar Ramon Muñoz
Halbschwergewicht: 9. Platz
- Wilmer José Vásquez
Schwergewicht: 5. Platz

### Fechten
- Carlos Rodríguez
Florett, Einzel: 31. Platz
- Silvio Fernández
Degen, Einzel: 6. Platz
- Mariana González
Frauen, Florett, Einzel: 16. Platz
- Alejandra Benítez
Frauen, Säbel, Einzel: 20. Platz

### Gewichtheben
- Israel José Rubio
Federgewicht: Bronze
- Octavio Mejías
Mittelgewicht: 12. Platz
- Julio Luna
Mittelschwergewicht: 5. Platz

### Judo
- Reiver Alvarenga
Superleichtgewicht: 2. Runde
- Ludwig Ortíz
Halbleichtgewicht: 1. Runde
- Richard León
Leichtgewicht: 2. Runde
- José Gregorio Camacho
Mittelgewicht: 1. Runde
- Leonel Wilfredo Ruíz
Schwergewicht: 2. Runde
- Flor Velázquez
Frauen, Halbleichtgewicht: Viertelfinale
- Rudymar Fleming
Frauen, Leichtgewicht: 1. Runde
- Keivi Mayerlin Pinto
Frauen, Halbschwergewicht: Viertelfinale
- Giovanna Blanco
Frauen, Schwergewicht: 7. Platz

### Leichtathletik
- Luis Luna
400 Meter: Vorläufe
- Freddy González
5000 Meter: Vorläufe
- Luis Fonseca
Marathon: DNF
- Víctor Castillo
Weitsprung: 15. Platz in der Qualifikation
- Manuel Fuenmayor
Speerwurf: 30. Platz in der Qualifikation

### Radsport
- Unai Etxebarría
Straßenrennen, Einzel: 34. Platz
- José Chacón
Straßenrennen, Einzel: DNF
- Daniela Larreal
Frauen, Sprint: 8. Platz

### Ringen
- Rafael Barreno
Superschwergewicht, griechisch-römisch: 16. Platz
- Mayelis Caripá
Frauen, Fliegengewicht, Freistil: 12. Platz

### Schießen
- Francis Gorrin
Frauen, Luftpistole: 41. Platz
Frauen, Sportpistole: 37. Platz

### Schwimmen
- Luis Rojas
100 Meter Freistil: 15. Platz
100 Meter Schmetterling: 36. Platz
- Albert Subirats
200 Meter Freistil: 38. Platz
- Ricardo Monasterio
400 Meter Freistil: 23. Platz
1500 Meter Freistil: 15. Platz
- Arlene Semeco
Frauen, 50 Meter Freistil: 27. Platz
Frauen, 100 Meter Freistil: 29. Platz

### Segeln
- Carlos Julio Flores
Windsurfen: 25. Platz

### Taekwondo
- Luis Alberto García
Klasse bis 68 Kilogramm: 11. Platz
- Luis Alberto Noguera
Klasse über 80 Kilogramm: 11. Platz
- Dalia Contreras
Frauen, Klasse bis 49 Kilogramm: 8. Platz
- Adriana Carmona
Frauen, Klasse über 67 Kilogramm: Bronze

### Tennis
- María Alejandra Vento-Kabchi
Frauen, Einzel: 17. Platz

### Tischtennis
- Fabiola Ramos
Frauen, Einzel: 49. Platz
Frauen, Doppel: 25. Platz
- Luisana Pérez
Frauen, Doppel: 25. Platz

### Triathlon
- Gilberto González
Olympische Distanz: 36. Platz

### Wasserspringen
- Ramón Fumadó
Kunstspringen: 17. Platz